# Wywiad Korpusu Ochrony Pogranicza
Wywiad Korpusu Ochrony Pogranicza – wywiad i kontrwywiad Korpusu Ochrony Pogranicza.

## Początkowy okres funkcjonowania wywiadu KOP
We wrześniu 1924 roku powołany został Korpus Ochrony Pogranicza. W etatach KOP przewidziano w etacie batalionu granicznego oficera wywiadowczego.
Pod koniec listopada 1924 podjęło prace mające na celu wypracowanie modelu służby wywiadowczej KOP. Utworzono samodzielny referat informacyjny dysponujący dwoma etatami. 3 lutego 1925 roku minister spraw wewnętrznych Cyryl Ratajski zatwierdził projekt organizacji służby wywiadowczej KOP. Organizacja wywiadu KOP składała się referatu wywiadowczego przy sztabie KOP oraz oficerów wywiadowczych przy sztabach brygad i dowództwach baonów KOP. Pion wywiadowczy KOP miał spełniać przede wszystkim funkcję usługową i pomocniczą wobec Oddziału II Sztabu Generalnego WP. Prowadził on na Kresach Wschodnich wywiad przeciwdywersyjny oraz kontrwywiad i wywiad płytki zagraniczny. Z uwagi na zakres zadań i obszar działania dochodziło często do sporów kompetencyjnych pomiędzy oficerami wywiadu KOP a oficerami II Oddziału SG.
W kwietniu 1926 roku oddział II Sztabu Generalnego skierował do pracy w batalionach i brygadach KOP dodatkowo po jednym oficerze wywiadowczym. Koordynowali oni działania oficerów wywiadowczych KOP z działaniami ekspozytur Oddziału II.
W lipcu 1927 roku dokonano reorganizacji wywiadu KOP. Na czele wywiadu KOP stał Samodzielny Referat Informacyjno-Wywiadowczy kierowany przez mjr. Jana II Laskowskiego, któremu podporządkowano referaty wywiadowcze brygad oraz oficerów wywiadowczych półbrygad i baonów KOP. Oficerowie wywiadu KOP, mimo pozostawania w strukturach KOP, pod względem merytorycznym podlegali szefowi Oddziału II Szt. Gł. Stan osobowy służby informacyjno-wywiadowczej KOP po reorganizacji wynosił 90 ludzi, w tym 46 oficerów, 34 podoficerów zawodowych i 10 funkcjonariuszy państwowych. Formalnie taka organizacja wywiadu KOP została przyjęta jako stała 7 lutego 1928 roku

## Reforma wywiadu KOP
15 lipca 1929 roku została wprowadzona nowa organizacja służby wywiadowczej w KOP. Od tej pory składał się z samodzielnego referatu wywiadowczego przy dowództwie KOP obejmującego referat studiów i ewidencji oraz referat przemytu i ochrony tajemnicy wojskowej; referentów informacyjnych dowódców brygad oraz pułku „Wołożyn”, oficerów informacyjnych 3, 11, 12, 14, 19 i 23 batalionów KOP i dziewięciu placówek wywiadowczych. Placówki podlegały dowódcom brygad z wyjątkiem placówek nr 3. ,4., i 9. Te ostatnie podlegały właściwym dowódcom pułków. Pod względem pracy na terenie zewnętrznym placówki 1-6 podlegały pod kierownika ekspozytury Oddziału II Szt. Gen. nr I Wilno, od 7 do 9  pod kierownika ekspozytury Oddziału II Szt. Gen. nr V Lwów. Pod względem pracy wywiadowczej placówki 1-4 podlegały kierownikowi samodzielnego referatu informacyjnego DOK III Grodno, placówki 5 i 6 kierownikowi referatu DOK IX Brześć, a placówka nr 9 - DOK VI Lwów.
W lutym 1930 wydano w liczbie 60 egzemplarzy opracowanie L.dz. KOP 637/Tjn./Wyw. Dane dyslokacyjno-porównawcze jednostek KOP z Sowiecką Strażą Graniczną.
W 1931 roku kontynuowano restrukturyzacje. 17 stycznia dokonano przeformowania Samodzielnego Referatu Wywiadowczego w Oddział Służby Granicznej, na którego czele z dniem 15 lutego 1931 stanął mjr dypl. Tadeusz Antoni Skinder. W listopadzie utworzono placówkę wywiadowczą nr 10 w Tarnopolu, a w grudniu placówkę wywiadowczą nr 11 w Wołożynie. W styczniu 1933 utworzono placówkę wywiadowczą nr 12 Słobódka.
W listopadzie 1931 roku zniesiono oficerów informacyjnych dowódców brygad i pułków KOP. Ich funkcje przejęli II oficerowie brygad. Etaty placówek wywiadowczych nr 3., 4., 7., i 9. zwiększono o etat kapitana - zastępcy dowódcy placówki.
W 1933 roku dokonano kolejnej reorganizacji. Zwierzchnictwo nad całym wywiadem płytkim na kierunku wschodnim objęło Szefostwo Wywiadu KOP. Podlegały mu ekspozytury Oddziału II Sztabu Głównego nr 1 w Wilnie i nr 5 we Lwowie, placówki wywiadowcze KOP i oficerowie eksponowani placówek wywiadowczych KOP. Oddział II SG zachował jedynie kontrolę nad wykonywaniem zadań wywiadowczych. Szefostwo Wywiadu KOP stało się centralą wywiadowczą na wschodnich rubieżach RP. Było ono częścią składową centrali Oddziału II na prawach wydziału.
Zakres pracy wywiadu KOP obejmował wywiad płytki i kontrwywiad zaczepny na Litwie oraz na obszarze Białoruskiego i Ukraińskiego Okręgu Wojskowego ZSRR. KOP przejął również kontrwywiad w pasie granicznym. Obejmował on: organizację sieci specjalnych, przygotowanie dossier wywiadowczych dla jednostek osłonowych, ochronę tajemnicy w dowództwie i jednostkach KOP, współpracę z jednostkami w ochronie granic, zwalczanie przemytnictwa i przestępstw skarbowo-celnych.
W październiku 1934 zlikwidowano placówkę wywiadowczą KOP nr 12 „Słobódka”.
W 1935 roku utworzono stanowisko II zastępcy szefa wywiadu KOP. Jego zadaniem była organizacja sieci wywiadowczej w terenie. Został nim kpt. piech. Mateusz Olgierd Buhar. W strukturze kontrwywiadowczej zlikwidowano stanowiska oficerów placówek wywiadowczych i zastąpiono ich „rezydentami”.
W terminie do 30 września 1936 roku zlikwidowano placówkę wywiadowczą KOP „Iwieniec” oraz zmieniono m.p. placówki nr 4 z Wilejki na Mołodeczno. Teren likwidowanej placówki nr 11 przejęły sąsiednie placówki. Placówka nr 4 „Wilejka” przejęła z powiatu mołodeckiego gminy Raków i Gródek oraz cały powiat wołożyński. Placówka nr 5 „Stołpce” przejęła gminy Rubieżewice, Naliborki i Derewna powiatu stołpeckiego. Nowe rozgraniczenie pomiędzy placówkami 4 i 5 stanowiła granica powiatów Wołożyn i Stołpce. Placówka nr 3 „Głębokie” przejęła od placówki nr 4 gminę Dokszyce i Parafianów powiatu dziśnieńskiego oraz gminy Słoboda, Miadzioł i Kobylnik powiatu postawskiego. Rozgraniczenie pomiędzy placówkami nr 3 „Głebokie” i nr 4 „Wilejka” stanowiła północna granica powiatu Wilejka .
Z dniem 1 grudnia 1936 roku placówka wywiadowcza KOP nr 6 przejęła od placówki wywiadowczej KOP nr 7 teren gminy Wysock i Berezów powiatu stolińskiego, a placówka wywiadowcza KOP nr 8 przejęła od placówki wywiadowczej KOP nr 10 teren powiatu krzemienieckiego.
W tym czasie stan etatowy wywiadu KOP wynosił 49 oficerów i 133 podoficerów zawodowych.
Od 1938 roku obszar działania wywiadu KOP powiększony został o Ruś Zakarpacką i Słowację.
W związku z planowanym przejęciem przez KOP od Straży Granicznej ochrony granicy od
przełęczy Użockiej do styku granic polsko-rumuńsko-czechosłowackiej, w grudniu 1938 roku została utworzona placówka wywiadowcza nr 11 w Stryju. Placówka podlegała szefowi Ekspozytury Nr 5 Oddziału II Sztabu Głównego we Lwowie.

## Wywiad KOP w okresie zagrożenia i wojny
W kwietniu 1939 roku  wprowadzono zmiany w zasadach organizacji sieci agenturalnych na wypadek wojny. Szefostwo Wywiadu KOP zostało zobowiązane do przygotowania operacyjnej sieci wywiadowczej na wschodzie z pominięciem ekspozytur Oddziału II: nr 1 w Wilnie i nr 5 we Lwowie.  Powyższe prace miał prowadzić Wydział „Z”  Szefostwa Wywiadu KOP. Wywiad KOP przejął kierownictwo prac mobilizacyjnych sieci operacyjnej w głębi ZSRR, a z chwilą wybuchu wojny kierownictwo nad siecią operacyjną miały przejąć oddziały II sztabów armii. Jako że Oddział III Operacyjny Szt. Gł. nie przekazał kierownictwu KOP danych dotyczących organizacji wojsk  własnych przewidzianych do działań na kierunku wschodnim,  Szefostwo Wywiadu KOP przyjęło, że przeciw ZSRR prowadziło będzie działania pięć polskich armii. Podzielono zatem jedynie hipotetycznie teren na pięć odcinków i obsadzono je oficerami rezerwy. Mieli oni wejść do sztabów armii jako oficerowie wywiadowczy.  
Z dniem 20 maja 1939 roku została zorganizowana placówka wywiadowcza nr 12 w Sanoku pod kierownictwem kapitana Józefa Robaka, której zadaniem było prowadzenie wywiadu ofensywnego na terenie Słowacji. 10 lipca 1939 roku placówka została przeniesiona do Jasła. Na podstawie rozkazu Szefostwa Wywiadu KOP z 26 sierpnia 1939 roku została utworzona placówka wywiadowcza „Sanok” (nr 13). Kierownikiem placówki został kapitan Zygmunt Kosior. Obie placówki podporządkowano szefowi Oddziału II Sztabu Armii „Karpaty”.
Około północy 5 września 1939 roku z Warszawy do Pińska wyjechała kolumna samochodowa Szefostwa Wywiadu KOP, a następnego dnia o godz. 8.00 pociąg ewakuacyjny z pozostałą częścią Szefostwa. Przed wyjazdem z Warszawy spalono gros akt. 6 września w Łunińcu rozpoczął pracę ośrodek łączności wywiadu KOP. 8 września w Pińsku rozpoczęła pracę placówka kontrwywiadowcza zorganizowana z personelu Szefostwa Wywiadu KOP.

## Struktura organizacyjna służby wywiadowczej
Struktura organizacyjna służby wywiadowczej w 1925:
- Samodzielny Referat Wywiadowczy Dowództwa KOP
  - oficerowie wywiadowczy przy brygadach KOP
    - oficerowie wywiadowczy przy batalionach KOP

Struktura organizacyjna i obsada służby wywiadowczej w 1929:
- Samodzielny Referat Wywiadowczy Dowództwa KOP

kierownik samodzielnego referatu (podpułkownik dyplomowany) – mjr Jan Laskowski
zastępca i kierownik referatu studiów (major) – kpt. Kazimierz Sznuk
kierownik referatu przemytu i ochrony tajemnicy wojskowej (kapitan) – por. Stanisław Olechnowicz
- - referent informacyjny Brygady KOP „Grodno” (kapitan) – por. piech. Henryk Leśkiewicz (do 30 VI 1930[34])
    - placówka wywiadowcza KOP nr 1 „Suwałki”
      - oficer informacyjny 23 batalionu KOP – por. piech. Bronisław Marian Proń[35]

  - referent informacyjny Brygady KOP „Wilno” –  por. Stanisław Kostka Andrzej Laurentowski
    - placówka wywiadowcza KOP nr 2 „Wilno”
    - placówka wywiadowcza KOP nr 3 „Głebokie”[g]
    - placówka wywiadowcza KOP nr 4 „Wilejka”[h]
      - oficer informacyjny 19 batalionu KOP m.p. Turmonty (kapitan) – por. Wojciech Lipiński

  - referent informacyjny Brygady KOP „Nowogródek” – vacat
  - referent informacyjny dowódcy pułku Wołożyn (kapitan) [32]: – kpt. piech. Józef Wacław Szul[36][37]
    - placówka wywiadowcza KOP nr 5 „Stołpce”

  - referent informacyjny Brygady KOP „Polesie”???
    - placówka wywiadowcza KOP nr 6 „Łachwa”
    - placówka wywiadowcza KOP nr 7 „Rokitno”

  - referent informacyjny Brygady KOP „Wołyń” – vacat
    - placówka wywiadowcza KOP nr 8 „Równe”
      - oficer informacyjny 3 batalionu KOP m.p. Korzec – por. piech. Edward Zabielski  (do 26 III 1931)
      - oficer informacyjny 11 batalionu KOP – kpt. piech. Mikołaj Sukniewicz (do 26 III 1931)

  - referent informacyjny Brygady KOP „Podole” – kpt. piech. Kazimierz Szczerbiński
    - placówka wywiadowcza KOP nr 9 „Czortków”
      - oficer informacyjny 12 batalionu KOP m.p. Podwołoczyska – por. kaw. Kazimierz Wyszosław Tomasik[38][39]
      - nieetatowy oficer informacyjny 14 batalionu KOP – por. piech. Tadeusz Maciej Danecki[38][40]

Ponadto etat przewidywał "siły pomocnicze":
- przy Samodzielnym Referacie Wywiadowczym Dowództwa KOP – dwóch podoficerów kancelaryjnych
- przy referencie informacyjnym brygady/pułku – jeden podoficer kancelaryjny
- przy referencie informacyjnym batalionu – jeden podoficer kancelaryjny
- w placówce wywiadowczej – jeden podoficer kancelaryjny, jeden maszynista, jeden goniec

Struktura organizacyjna służby wywiadowczej w 1933:
- Szefostwo Wywiadu KOP
  - szef wywiadu KOP
  - zastępca szef wywiadu KOP
  - referat agentury
  - referat kontrwywiadu
  - referat ofensywny
  - referat graniczny
  - referat ogólny
  - kancelaria szefostwa
  - Ekspozytura Oddziału II nr 1 „Wilno”
    - placówka wywiadowcza KOP nr 1
    - placówka wywiadowcza KOP nr 2
    - placówka wywiadowcza KOP nr 12
    - placówka wywiadowcza KOP nr 3
    - placówka wywiadowcza KOP nr 4
    - placówka wywiadowcza KOP nr 11
    - placówka wywiadowcza KOP nr 5

  - Ekspozytura Oddziału II nr 5 „Lwów”
    - placówka wywiadowcza KOP nr 7
    - placówka wywiadowcza KOP nr 8
    - placówka wywiadowcza KOP nr 10
    - placówka wywiadowcza KOP nr 9
    - oficer eksponowany przy CSP KOP w Osowcu[42]

Struktura organizacyjna służby wywiadowczej w 1939:
- Szefostwo Wywiadu KOP

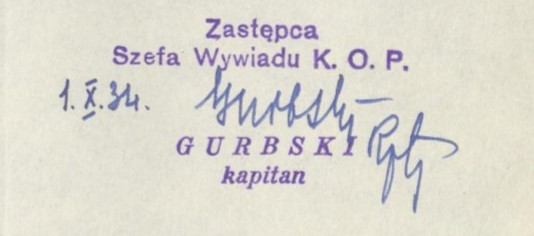
Podpis kpt. Jana Gurbskiego

  - szef wywiadu KOP - mjr piech. Jan Gurbski
  - I zastępca szefa wywiadu - inspektor organów wywiadowczych - mjr piech. Mariusz Buhardt
  - II zastępca szefa wywiadu - szef Wydziału Wywiadu Wojennego (Wydział „Z”) - mjr piech. Henryk Nitecki[43]
  - szef Wydziału III Wywiadu Obronnego - mjr piech. Witold Juliusz Kozak
  - kierownik Samodzielnego Referatu Wywiadu - kpt. Jerzy Fryzendorf[44]
  - kierownik Samodzielnego Referatu Służby Granicznej - kpt. piech. Edward Ludwik Jetter[i] [45][46][47]
  - kierownik Samodzielnego Referatu Ogólnego - kpt. piech. Stefan Konarski[48]
  - Ekspozytura Oddziału II nr 1 „Wilno”
    - placówka wywiadowcza KOP nr 1  „Grodno”
    - placówka wywiadowcza KOP nr 2 „Wilno”
    - placówka wywiadowcza KOP nr 3 „Głębokie”
    - placówka wywiadowcza KOP nr 4 „Mołodeczno”
    - placówka wywiadowcza KOP nr 5 „Stołpce”
    - placówka wywiadowcza KOP nr 6 „Łuniniec”

  - Ekspozytura Oddziału II nr 5 „Lwów”
    - placówka wywiadowcza KOP nr 7 „Sarny”
    - placówka wywiadowcza KOP nr 8 „Równe”
    - placówka wywiadowcza KOP nr 9 „Czortków”
    - placówka wywiadowcza KOP nr 10 „Tarnopol”
    - placówka wywiadowcza KOP nr 11 „Stryj”
    - placówka wywiadowcza KOP nr 12 „Jasło”

## Obsada personalna
Szefowie wywiadu KOP
- szef referatu wywiadowczego przy sztabie KOP kpt. Bazyli Rogowski
- szef samodzielnego referatu wywiadowczego mjr piech. Jan II Laskowski
- szef wywiadu KOP mjr dypl. Tadeusz Antoni Skinder (15 II 1931[49])
- mjr piech. Jan Gurbski[j] (p.o. szefa od 15 IX 1937 i szef 24 X 1938 – IX 1939)

Obsada personalna szefostwa w marcu 1939 roku
- szef Wywiadu – mjr Gurbski Jan
- I zastępca szefa – mjr adm. (piech.) Mariusz Buhardt
- II zastępca szefa – mjr Nitecki Henryk Wincenty
- kierownik samodzielnego referatu ofensywnego – mjr piech. Witold Juliusz Kozak
- kierownik samodzielnego referatu granicznego – kpt. piech. Edward Ludwik Jetter
- kierownik samodzielnego referatu ogólnego – kpt adm. (piech.) Stefan  Konarski
- kierownik samodzielnego referatu agentury – kpt. adm. (piech.) Bolesław Pilecki
- kierownik samodzielnego referatu kontrwywiadu – kpt. piech. Jerzy Stefan  Fryzendorf
- kierownik samodzielnego referatu mobilizacyjnego – p.o. kpt art. Roman Feliks  Winogrodzki
- kierownik samodzielnego referatu wyszkolenia – p.o. kpt. adm. (piech.) Stanisław  Berak
  - referent – kpt. piech. Alfred Władysław Rach
- kierownik samodzielnej placówki wywiadowczej – kpt. adm. (art.) Jan Chmarzyński

Oficerowie wywiadu KOP polegli i zamordowani w czasie II wojny światowej
- kpt. piech. rez. Henryk Leśkiewicz † 1940 Charków
- kpt. adm. (piech.) Stefan Wincenty Nowaczek † 1940 Charków
- kpt. piech. Bronisław Marian Proń, adiutant 116 pp † 10 IX 1939 Paplin
- mjr piech. Kazimierz Szczerbiński † 1940 Katyń
- mjr kaw. Kazimierz Wyszosław Tomasik † 1940 Katyń
- kpt. piech. Edward Zabielski † 16 IX 1939 Brochów
- kpt. piech. Eugeniusz Smoliński † 1940 Ukraina